# Brian Herbert

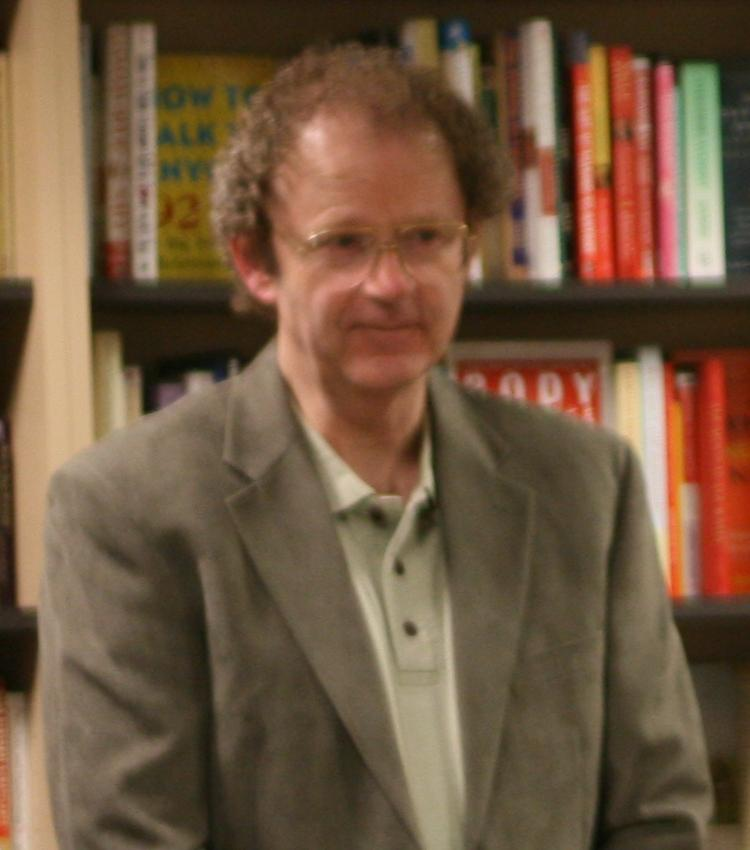
Brian Herbert

Brian Patrick Herbert (Seattle, 25 juni 1947) is een Amerikaans sciencefictionschrijver.
Brian Herbert is de zoon van Frank Herbert, vaak door hemzelf of zijn vader als "zoon één" (Number One Son) aangesproken. Brian heeft nog een broer Bruce en een halfzuster Penny. Samen vormen ze het Herbert Partnership en ze treden geregeld samen in de publiciteit, waarbij de man van Penny als een soort groupmanager werkt. Op hun website staat een aantal korte sciencefictionverhalen in pdf-uitvoering, die de grote Voorspelen en drie vervolgen op Duin min of meer aan elkaar moeten koppelen.
Herbert trad ook op als adviseur bij de opnamen voor de remake van Dune door Sci-Fi Channel in 2000 en het vervolg Children of Dune, die vrij snel op dvd verschenen en ook in Nederland verkrijgbaar zijn.
Herbert publiceerde de volgende titels:
- Classic Comeback (1981)
- Incredible Insurance Claims (1982)
- Sydney's Comet (1983)
- The Garbage Chronicles (1985)
- Sudanna, Sudanna (1986)
- Man of Two Worlds (1986) (samen met zijn vader Frank Herbert)
- Prisoners of Arionn (1987/1988), aparte uitgevers voor gebonden of pocketvorm
- The Race for God (1990)
- The Forgotten Heroes: The Heroic Story of the United States Merchant Marine (2004)

Onder de titel Dreamer of Dune schreef Herbert in 2002 een biografie over zijn vader van bijna 500 pagina's, met foto's van de familie e.d. Voordat Herbert in de voetsporen van zijn vader trad, was hij verzekeringsagent; zie de titel van zijn tweede werk: Incredible Insurance Claims.
Reeds in de jaren 80 van de 20e eeuw schreef Timothy O'Reilly onder nota bene dezelfde titel een achtergronduiteenzetting over Frank Herbert en zijn uitwerking van de Duin-sage.
Brian Herbert heeft samen met anderen de volgende boeken geschreven:
- Met Marie Landis:
  - Memorymakers (1991)
  - Blood on the Sun (1996)
- Met Kevin J. Anderson:
  - Prelude to dune: House Atreides (1999), Ned.: Huis Atreides
  - Prelude to Dune: House Harkonnen (2001), Ned.: Huis Harkonnen
  - Prelude to Dune: House Corrino (2002), Ned.: Huis Corrino
  - Legendes of Dune: The Butlerian Jihad (2003), Ned.: De butleriaanse jihad
  - Legendes of Dune: The Machine Crusade (2003), Ned.: De machine oorlog (sic)
  - Legendes of Dune: The Battle of Corrin (2004), Ned.: De slag om Corrin
  - Dune: The Road to Dune (ongepubliceerde delen uit Frank Herberts originele werk)
  - Dune: Paul of Dune (2008), Ned.: Paul van Atreides
  - Dune: The Winds of Dune (2009), Ned.: Prinses van Duin
  - Dune: Hunters of Dune (2006), Ned.: Jagers van Duin
  - Dune: Sandworms of Dune (2007), Ned.: Zandwormen van Duin
  - The Schools of Dune: Sisterhood of Dune (2012), Ned.: De zusters van Duin
  - The Schools of Dune: Mentats of Dune (2014)
  - The Schools of Dune: Navigators of Dune (2015)